# La morte viene dal passato
La morte viene dal passato (Hauser's Memory) è un film per la televisione diretto da Boris Sagal e trasmesso per la prima volta negli Stati Uniti il 24 novembre 1970. La sceneggiatura è basata sul romanzo di fantascienza Hauser's Memory, scritto da Curt Siodmak nel 1968 come riadattamento de Il cervello di Donovan, pubblicato nel 1942 dallo stesso Siodmak.

## Trama
Gli scienziati americani Kramer e Mondoro sono riusciti ad ottenere un preparato in grado di consentire il trasferimento della memoria di un uomo ad un altro. Kramer vuole sottoporsi all'operazione che gli permetterà di acquisire la memoria del morente professor Hauser, eminente scienziato tedesco esperto di elettromagnetismo fuggito dalla Russia e colpito a morte. Ma Mondoro lo precede ed assume progressivamente la psicologia di Hauser. Sebbene l'operazione sembri avere successo, presto lo scienziato appare dominato da una doppia personalità: il passato nazista di Hauser rappresenta per lui, di origini ebraiche, il fantasma da esorcizzare.

## Produzione
La sceneggiatura è basata sul romanzo di fantascienza Hauser's Memory, scritto da Curt Siodmak nel 1968 come riadattamento di una sua opera precedente, Il cervello di Donovan del 1943, da cui erano già stati tratti i film La donna e il mostro del 1944, Il cervello di Donovan diretto da Felix E. Feist del 1953 e L'uomo che vinse la morte del 1962.

## Distribuzione
Il film è stato trasmesso negli Stati Uniti il 24 novembre 1970. Nel febbraio 1998 è stato mostrato alla 48ª edizione del Festival di Berlino, nella retrospettiva dedicata ai fratelli Robert e Curt Siodmak.

### Date di uscita
- USA (Hauser's Memory) - 24 novembre 1970
- Svezia (Död mans skugga) - 8 giugno 1972
- Danimarca (Et mord hævnes) - 25 settembre 1972
- Messico (El horror del recuerdo) - 28 dicembre 1972
- Germania Ovest (Ständig in Angst) - 17 marzo 1973

## Riconoscimenti
- Premio Hugo 1971:
  - Candidatura al Premio Hugo per la miglior rappresentazione drammatica a Boris Sagal, Adrian Spies e Curt Siodmak